# تومازو بيرني
تومـّازو بيرني (Tommaso Berni)، (فلورنسا، 6 مارس 1983)، لاعب كرة قدم إيطالي.
بدأ مسيرته الكروية في عام 2001 مع نادي ويمبلدون الإنجليزي، ولعب معهم حتى عام 2003، وفي عام 2003 انتقل إلى نادي تيرنانا، ولعب معهم حتى عام 2006، وفي عام 2006 انتقل إلى نادي لاتسيو الإيطالي وهو معهم حتى الآن.

## روابط خارجية
- تومازو بيرني على موقع قاعدة بيانات كرة القدم.إي يو (الإنجليزية)
- تومازو بيرني على موقع Soccerway.com (الإنجليزية)
- تومازو بيرني على موقع عالم كرة القدم.نت (الإنجليزية)
- تومازو بيرني على موقع كووورة